# Perubalsam

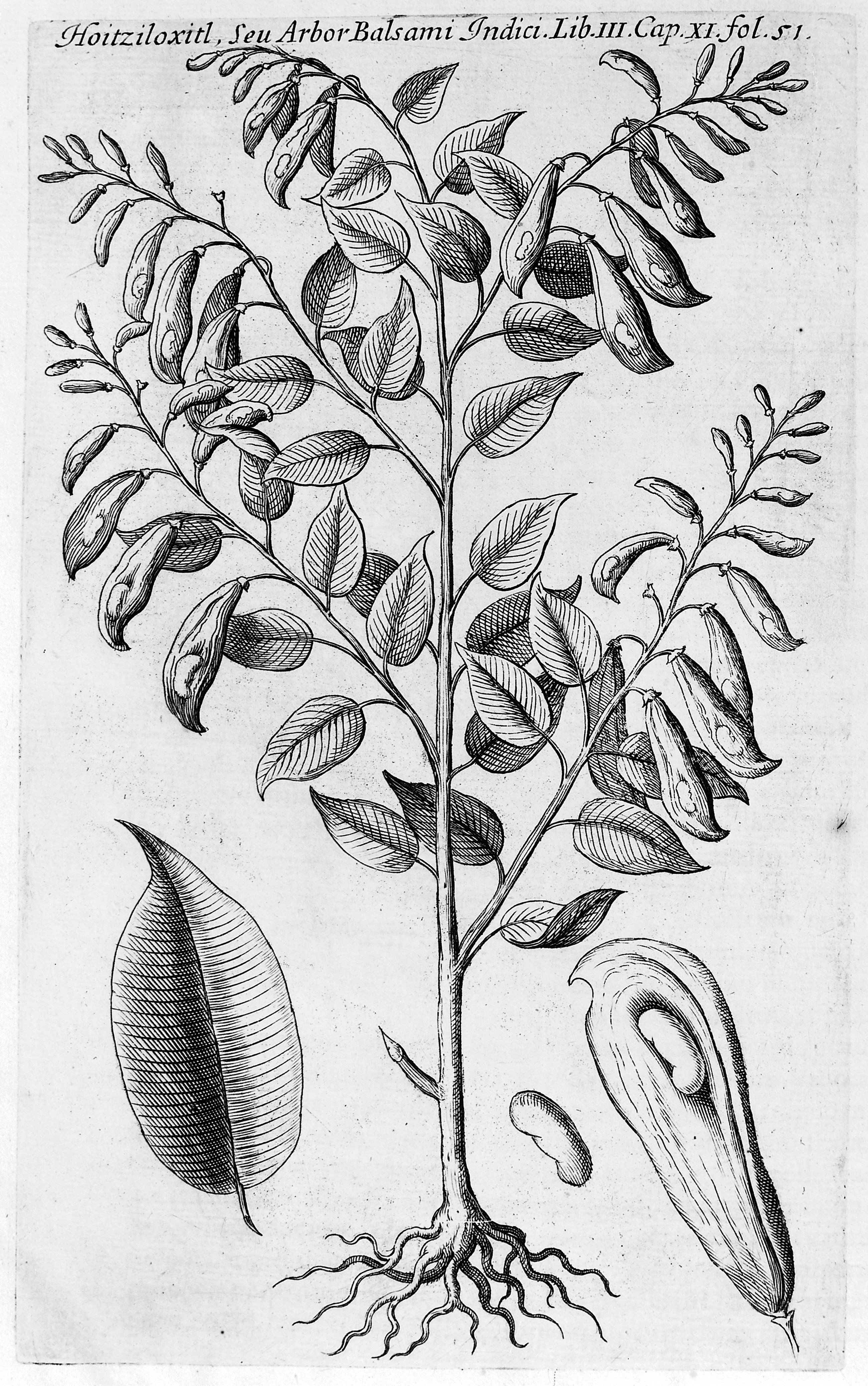
Trädet varifrån perubalsam utvinnes.

Perubalsam (Balsamum peruvianum, B. indicum nigrum, farm.), också känd och marknadsförd under många andra namn, är en balsam som kommer från det 20–25 m höga trädet Myroxylon balsamum var. Pereiræ (Toluifera Pereiræ), som odlas i Centralamerika (huvudsakligen El Salvador) och Sydamerika.

## Egenskaper
Den naturliga hartsbalsamen som kommer från trädstammen är tjockflytande, mörkbrun och innehåller en blandning av ett antal ämnen som generellt är relaterade till dofter och aromer av kanel, vanilj och kryddnejlika. 

### Sammansättning
Perubalsam innehåller ett 25-tal olika ämnen såsom cinnamein(en), kanelsyra, kanelcinnamat, bensylbensoat, bensoesyra, och vanillin. Den innehåller också kanelsyraalkohol och -aldehyd, farnesol(en) och nerolidol(en). En mindre del, cirka 30–40%, innehåller hartser eller estrar av okänd sammansättning. Den innehåller också eteriska oljor som liknar de i citrusfruktskal. Dessa är alla potentiella allergener.

### Allergen
Ett antal undersökningar har identifierat perubalsam som en "topp fem"-allergen oftast i lapptestreaktioner hos människor enligt dermatologikliniker. Den kan orsaka inflammation, rodnad, svullnad, ömhet, klåda och blåsor, inklusive allergisk kontaktdermatit, stomatit (inflammation och ömhet i munnen eller tungan), keilit (inflammation, utslag, eller smärtsam erosion av läppar, svalgslemhinna, eller munvinklar), klåda, handeksem, generaliserad eller resistent plantardermatit, rinit, och konjunktivit.

## Utvinning
Perubalsam erhålls genom att skära V-formade sår genom barken på trädstammen, som då avger en oljig, hartsliknande, aromatisk vätska, som är avsedd att läka trädets skador. Vätskan samlas upp och en eterisk olja destilleras från balsamen.

## Benämning
Perubalsam är en missvisande benämning från den tidiga perioden av spanskt herravälde i Central- och Sydamerika då balsam samlades i Centralamerika och levererades till Callao och Lima i Peru, där den sedan skeppades vidare till Europa. Den fick alltså namnet eftersom den skeppades från Peru. Export till Europa skedde första gången på 1600-talet i det tyska Pharmacopedia. Idag extraheras perubalsam i en hantverksprocess, och exporteras främst från El Salvador.

## Användning
Perubalsam används i mat och dryck för smaksättning, i parfymer och toalettartiklar för doft, och inom medicin och farmaceutiska artiklar med läkande egenskaper. Den har en söt doft. I vissa fall är perubalsam noterad på ingrediensmärkningen på en produkt med något av dess olika namn, men det är inte obligatoriskt att substansen listas efter sitt namn enligt gällande märkningskonventioner.